# Luzery
Luzery est un hameau belge de la ville de Bastogne, en province de Luxembourg (Région wallonne de Belgique).
Avant la fusion des communes, il faisait déjà administrativement partie de la commune de Bastogne.

## Situation et description
Luzery est un hameau du plateau ardennais proche de Bastogne dont le centre (place Général Mc Auliffe) se trouve à 2,5 km au sud. Le hameau est bordé à l'ouest par la route nationale 30 Liège-Bastogne. L'altitude oscille entre 505 m et 520 m.
Profitant d'une situation géographique intéressante à la fois proche de Bastogne et de la sortie 53 de l'autoroute E25, Luzery s'est considérablement développé par l'ajout de nombreuses constructions récentes. Le hameau jouxte l'importante carrière du Mardasson située plus à l'est.
En 2012, le hameau comptait 226 habitants

## Étymologie
Le nom Luzery ou encore Lutzereye se décompose en Lutz, Luze ou Luce, signifiant petit, et ry, voulant dire ruisseau.